# عمقى
العُِمْقى (الاسم العلمي Euphorbia ammak) نبات نادر قليل الانتشار من فصيلة الصابية، منظره غريب جميل لافت
للنظر، وهو من أقرب أنواع الفصيلة الصابية إلى الكراث، وربما اختلط
به في منبت واحد. ينبت في مجموعات على ارتفاع 1500-1700. يوجد نبات العمقى (أصيل) في السعودية واليمن.

## الوصف
يرتفع نحو 3-7 م. ويقوم على ساق واحد أسطواني الشكل، أو
أكثر، ويتفرع بكثافة إلى أفرع لحمية ثخينة جرداء من الورق
ذات زوايا رباعية، وربما خماسية، مقلصة على نحو خفيف، ومطرزة
بأشواك قصيرة قليلة حادة، يتفصد من مكسرها
عصارة لبنية حارقة بيضاء كعصارة الصَّاب أو الكراث،
وله أوراق صغيرة خضراء أو خضراء محمرة تظهر على رؤوس السيقان
أو الأفرع الحديثة النمو، تبقى أياما قليلة ثم تنحت. وهو يشبه الصاب في نظامه الزهري
والثمري، غير أن أزهاره ذات لون أخضر مصفر، وأعناق طويلة معكوفة، طولها نحو 1,5 سم.
وكذلك ثماره، تظهر بحجم أو أكبر لونها أصفر مخضر
مشرب حمرة قانئة، تشبه ثمر الكراث، وعند نضجها تنطلق
منها البذور، إذا حمي النهار، محدثة فرقعة عند انفلاق غلاف
الثمرة أعلى من تلك التي تحدثها بذور الصاب والكراث.